# Palača nacionalnega kongresa Brazilije
Palača nacionalnega kongresa (portugalsko Palácio do Congresso Nacional) je stavba v Braziliji, ki služi kot kraj srečanja brazilskega nacionalnega zakonodajnega organa, Nacionalnega kongresa Brazilije. Zgrajena je bila leta 1960.

## Zgodovina
V začetku leta 1900 je bil brazilski nacionalni kongres v ločenih stavbah v Riu de Janeiru, ki je bil takrat glavno mesto države. Senat je bil v bližini glavne železniške postaje, poleg Trga republike, na ulici Moncorvo Filho, kjer je danes študentsko središče zvezne univerze Rio de Janeiro. Zvezna poslanska zbornica je bila na ulici Misericórdia, kjer je bila kasneje lokalna poslanska zbornica zvezne države Rio de Janeiro. Od 1930-ih do zgodnjih 1960-ih je senat zasedal palačo Monroe, ki je bila porušena v 1970-ih, da bi omogočili gradnjo podzemne postaje Cinelândia. Zvezna poslanska zbornica se je preselila v Brasílio v zgodnjih 1960-ih, kar je trajalo leta.
Od leta 1960 je nacionalni kongres v Brasílii. Tako kot večino vladnih stavb v mestu je tudi stavbo nacionalnega kongresa zasnoval Oscar Niemeyer v sodobnem brazilskem slogu.
Polkrogla na levi je sedež senata, polkrogla na desni pa sedež poslanske zbornice. Med njima sta dve navpični poslovni stolpnici. Kongres zaseda tudi druge okoliške poslovne stavbe, od katerih so nekatere med seboj povezane s predorom.
Stavba je sredi Monumentalne osi, glavne ulice v Brasílii. Pred njim je velik travnik, kjer potekajo demonstracije. Na zadnji strani je Praça dos Três Poderes ('Trg treh vel oblasti'), kjer sta Palácio do Planalto in Vrhovno zvezno sodišče.
6. decembra 2007 se je Inštitut za zgodovinsko in umetniško nacionalno dediščino (Instituto do Patrimônio Histórico e Artístico Nacional) odločil razglasiti stavbo nacionalnega kongresa za zgodovinsko dediščino brazilskega ljudstva. Stavba je od leta 1987 tudi uvrščena na Unescov seznam svetovne dediščine kot del prvotnih mestnih stavb Brasílie.

## Oblikovanje in izvedba
Prve idejne načrte za stavbo je arhitekt izdelal leta 1957, kmalu po opredelitvi mestnega projekta – nekatera dela, kot je Palácio da Alvorada, so se takrat že izvajala. V glavni stavbi bi bili prostori in podporne pisarne za plenarna zasedanja. Dve osemindvajset nadstropni stolpnici, imenovani prizidka, bi se uporabljali za upravne storitve in pisarne. Prvi osnutek je imel nekaj sprememb, kot je mezzanin za javnost na plenarnih zasedanjih in je vključeval avditorij, ki pa je bil v naslednjih fazah opuščen. Od dokončane stavbe je ostal poševni vrt na zahodni fasadi, kjer bi bil avditorij. Formalno bi stavba izstopala ne le zaradi svojega privilegiranega položaja v primerjavi z drugima dvema palačama na Praça dos Três Poderes, ampak tudi po tem, da si ne bi delila formalnih elementov niti s Planalto niti s palačo STF, ki ima na primer podobne stebre. V Brasílii se Niemeyer nekoliko odmakne od svoje prejšnje faze svoje kariere, kjer je bil kljub sledenju modernističnim zapovedim, tako kot mnogi njegovi kolegi iz šole Carioca, manj tog kot mednarodni slog in je dodal elemente, ki so spominjali na kolonialno arhitekturo, npr. kot raznolikost materialov in več krivulj. Krivulje so se nadaljevale, vendar veliko manj kot prej: želel je najti kompaktne, enostavne in bolj geometrične rešitve, pri čemer so ga bolj skrbela vprašanja hierarhije in arhitekturnega značaja ter verjel, da bo stavbam izraz dala struktura sama. V ta namen je imela zanesljive statike. Joaquim Cardozo je z arhitektom delal na glavnih stavbah prestolnice, vključno z nacionalnim kongresom, tudi na daljavo - zaradi svoje starosti je inženir raje ostal v Riu de Janeiru.
V času gradnje Brasílie sta si arhitekt Oscar Niemeyer in gradbeni inženir Joaquim Cardozo prizadevala ustvariti ukrivljene oblike, ki danes sestavljajo pokrajino brazilske prestolnice. Niemeyer je naredil skice projekta in poslal ukrivljene oblike inženirju, ki je imel nalogo izvesti matematične izračune, tako da bi betonska konstrukcija sprejela gladke oblike. Cilj je bil ustvariti dve različni kupoli, z dodatnim izzivom za kupolo poslanske zbornice, ki je morala samo počivati na plošči. Veliko ur izračunov in razmišljanja je bilo potrebnih, da je Joaquim Cardozo našel enačbe, ki bi rešile predstavitev ustreznih tangenc, ki so omogočile, da so se gladke ukrivljene črte, ustvarjene v arhitektovem umu, materializirale v konstrukciji.
Joaquim Cardozo in Oscar Niemeyer sta bila v stanju 'ustvarjalnega bdenja'. To mentalno stanje se pojavi, ko se posameznik potopi v iskanje, da bi dal obliko temu, kar želi ustvariti. Oba sta iskala tisto, kar sta menila za lepoto, prevedeno v ukrivljene oblike, predstavljene tako v podobah, ki so bile narisane v arhitektovih skicah kot v inženirjevih izračunih. To sodelovanje med umetnikom in kalkulatorjem je primer ustvarjalnih procesov v partnerstvu med umetnostjo in matematiko.
Julija 1957 je bil končni osnutek že narejen. Ta novi predlog je spremenil nekatere elemente prejšnjega predloga, saj je bolj gost. Nekateri sektorji so spremenili lokacijo, zamisel o mezzaninu pa je bila spremenjena in preoblikovana v sprejemno dvorano, ki se bo kasneje imenovala Črna soba. Septembra so se izvedbeni projekti za glavni objekt odpravljali na gradbišče. Čeprav se je vse zdelo zelo hitro, je bila Kongresna palača zadnja izmed glavnih palač, ki so jo začeli graditi. Izvedbe aneksov in projekti skladni s komplementarnimi projekti, okvirji in detajli so bili izdelani leta 1958 v času izvajanja del. Podrobnosti se nadaljujejo do slavnostne otvoritve stavbe.
Druga oseba, ki ji je Oscar Niemeyer zaupal, je bil arhitekt Nauro Esteves, ki je bil koordinator tehničnih dejavnosti projektov in je nekatere celo oblikoval, na primer tiste za Praça da Municipalidade. Od njega je bilo odvisno, ali je odobril in spremenil prvotni projekt, kot je pokrivna plošča na dnu plenarnih dvoran, spremenjena zaradi strukture. Joaquim Cardozo je podal tudi svoje predloge za spremembe, kot je prehod cevi za deževnico skozi stebre. Nauro je odobril spremembe in poveljeval ekipi za gradbene instalacije v Brasílii (kot so električne in vodovodne), medtem ko je Joaquim izračunal strukture v Riu de Janeiru.
Kongres se je v Brasílii začel 21. aprila 1960 na otvoritvi mesta.

## Stavba

### Glavna stavba
Glavni objekt sestavljajo tri etaže: polvkopana, pritlična in terasasta.
Strukturno ga tvorijo elipsasti armiranobetonski stebri, razporejeni v mreži 10 krat 15 metrov. Stavba je zunaj prekrita z belim marmorjem. Plenumi so dva strukturno neodvisna dela. Plenarno zasedanje poslanske zbornice, ki se uradno imenuje Plenário Ulysses Guimarães, ima 396 sedežev, kar je manj od števila zveznih poslancev. Nad njim je galerija, ki je dostopna obiskovalcem. Plenário senata ima 81 sedežev, prav toliko senatorjev. Senat ima še vedno Plenarinho, ki ima pohištvo iz stavb senata v Riu, ki je bilo poslano v Brasílio.
Okoli njih sta dve nadstropji namenjeni upravnim prostorom in prostorom za zabavo, kot sta Bela soba in Črna soba. Stavba ima več del velikih brazilskih umetnikov, kot so Athos Bulcão, Marianne Peretti, Alfredo Ceschiatti, Di Cavalcanti in Burle Marx.
Zgornji del, plažo, kjer so kupole, bi moral biti odprt trg, vendar je običajno zaprt iz varnostnih razlogov.

### Kupole
Dve kupoli sta armiranobetonski lupinasti konstrukciji. Poetično kupole, ki so zaščitni znak stavbe, niso tako postavljene po naključju.
Zvezni senat, ki je pod konkavno kupolo, levo od stolpov, namerava prenesti in prevladati razmislek, obzirnost, uravnoteženost in težo izkušenj (saj je mandat senatorjev 8 let) tistim, ki zasedajo njegovo notranjost; lahko predstavlja tudi najvišji 'vrh' v državi, saj je tisti, ki bo potrdil narodna pravila in zakone. Kupola Senata je paraboloid revolucije, visok približno 10 metrov in premera 38 metrov, z debelino 10 cm na vrhu in 35 cm na dnu. Ima 16-metrsko vrzel za plenarno zasedanje senata - notri je Athos Bulcão dodal oblogo s 135 tisoč kovinskimi ploščami.
Konveksna kupola v obliki sklede, obrnjena navzgor, desno od stolpov, ki je nad Poslansko zbornico, je večja in bolj odprta. Simbolično je njen obsežni vrh odprt za vse ideje in ideologije, trende, želje in mnenja, ki sestavljajo brazilsko ljudstvo, ki ga znotraj stavbe predstavljajo poslanci. Strukturno je bil za Joaquima Cardoza veliko večji izziv, saj je bil enakih 10 metrov visok kot senatna kupola, vendar s premerom 62 metrov. To je elipsoid revolucije in njegov 22-metrski razpon za komoro pomeni, da struktura sloni samo na robovih razpona. Da bi premagali izziv, je bila streha konveksne kupole narejena z vdolbino sferično lupino.

### Stolpa (Priloga I)
Obstajata dve poslovni stolpnici z 28 nadstropji, vsaka je dolga 45 metrov, široka 10,5 metra na zaprtih fasadah - obrnjena proti vzhodu in zahodu - in široka 12,25 metra v središču. Sta najvišji stavbi na Esplanadi in ene najvišjih v Plano Piloto. Niso ravno v središču, saj so bližje senatni kupoli, ki je manjša, da daje občutek uravnoteženosti celote. Konstrukcija je sestavljena iz jeklenih stebrov in nosilcev, obloženih z betonom, z dvojnimi ploščami. Struktura je omogočala, da so fasade delovale skoraj neodvisno, kar je omogočilo pospešitev dela. Vzhodna in zahodna stena sta obdani z zidaki in belim marmorjem. Jekleni nosilci so prišli iz Združenih držav Amerike, saj jih država ni mogla proizvesti dovolj hitro.
V nasprotju s tem, kar mnogi verjamejo, stolpa nista popolna pravokotnika: fasadi, obrnjeni druga proti drugi, tvorita dve diskretni diagonalni ploskvi, do te mere, da se zdi, da sta skoraj ena ploskev. Vsak stolp je dobil eno od hiš, ki ji pravijo Aneks I zbornice in Aneks I senata. Obe hiši imata druge priložene stavbe na drugi strani monumentalne osi za pisarne poslancev in senatorjev, odborov in drugih.

### Priloge II, III in IV senata in Priloga II senata
Zbornica ima tri stavbe, pritrjene na del prvotne stavbe, senat pa še eno, vse pa so povezane z glavno stavbo s hodniki, tekalnimi stezami in tekočimi stopnicami. Za zbornico so v prilogi II stalni odbori, v prilogi III so pisarne nekaterih poslancev, zakonodajno svetovanje in medicinski oddelek, v prilogi IV pa je bila večina pisarn zveznih poslancev. Edini prizidek senata se imenuje prizidek II in je s hodnikom povezan s stalno razstavo o zgodovini hiše od imperija naprej. Priloga II vsebuje pisarne senatorjev, knjižnico in knjigarno senata.

## Dogodki

### Smrt Joséja Kairale
4. decembra 1963 je v dvorani zveznega senata prišlo do umora, ki ga je povzročil senator Arnon de Melo (PDC-AL), ki je poskušal streljati na senatorja Silvestra Périclesa (PSD-AL) in zadel nadomestnega senatorja Joséja Kairalo ( PSD-SC).

### 2023 nevihta
Napadi 8. januarja 2023 v Brasílii so bili serija vandalizmov, napadov in plenjenja javne lastnine, ki jih je povzročilo na tisoče podpornikov nekdanjega predsednika Jaira Bolsonara, ki so vdrli v palačo Planalto, palačo Nacionalega kongresa in palačo vrhovnega zveznega sodišča s ciljem sprožiti vojaški državni udar proti predsedniku Luizu Ináciu Luli da Silvi in obnoviti Jaira Bolsonara na položaju predsednika Brazilije.
Okoli 13:00 (BRT) je približno 4000 Bolsonarovih privržencev zapustilo poveljstvo brazilske vojske in odkorakalo proti trgu treh sil, pri čemer je prišlo v spopad z vojaško policijo zveznega okrožja (PMDF) na Monumentalni osi. Pred 15. uro je množica prebila varnostno oviro, ki so jo postavile varnostne sile, in zasedla rampo in streho palače nacionalnega kongresa, del skupine pa bi lahko vdrl in vandaliziral kongres, palačo Planalto in palačo vrhovnega sodišča. Predsednik Lula in nekdanji predsednik Bolsonaro med nevihto nista bila prisotna v Brasílii. Vrhovno zvezno sodišče je nevihto označilo za teroristična dejanja.
Guverner zveznega okrožja Ibaneis Rocha je sporočil, da je bilo do 21. ure aretiranih več kot 400 ljudi. Naslednji dan je bilo aretiranih tudi okoli 1200 ljudi, ki so taborili pred štabom vojske in jih z avtobusi odpeljali na glavno pisarno zvezne policije. Do marca 2023 je bilo zaradi sodelovanja ali kakršne koli vpletenosti v napade aretiranih 2182 ljudi. Takoj po dogodkih je Ibaneis Rocha odpustil sekretarja za javno varnost in nekdanjega pravosodnega ministra Bolsonarove administracije Andersona Torresa, ki je bil med dogajanjem v Orlandu na Floridi. Po tem je sodnik vrhovnega zveznega sodišča Alexandre de Moraes Rocha suspendiral s položaja za 90 dni, odločitev pa je bila preklicana 15. marca. Po napadih je predsednik Lula podpisal dekret, ki dovoljuje zvezno intervencijo v zveznem okrožju do 31. januarja.
Predstavniki vlade so dogodek kritizirali in izjavili, da bodo odgovorni za nasilna dejanja, kot tudi financerji in pobudniki odkriti in kaznovani. Voditelji številnih brazilskih strank so kritizirali invazijo, saj so jo ocenili kot resen napad na demokracijo, in zahtevali kaznovanje odgovornih. Invazijo so obsodili tudi številni svetovni voditelji, ki so izrazili solidarnost z brazilsko vlado. Številni analitiki so dogodek primerjali z vdorom privržencev Donalda Trumpa v prestolnico ZDA leta 2021, ki se ni hotel sprijazniti z njegovim porazom na volitvah. Številna družbena gibanja so pozvala k protestom proti invaziji in v obrambo demokracije, ki so potekali 9. januarja v São Paulu, Riu de Janeiru, Porto Alegreju, Recifeju, Curitibi, Belo Horizonteju in drugih mestih, kjer se je zbralo na tisoče ljudi.

## Galerija
- Obe kupoli imata vrzel, ki ju povezuje s svojima plenarnima prostoroma. Razpon je viden na tej sliki konstrukcije stavbe.
- Kupola v gradnji, 1959
- Stavba poslanske zbornice, 1959
- Juscelino Kubitschek ob obisku dela nacionalnega kongresa.